# Slijmhalscel

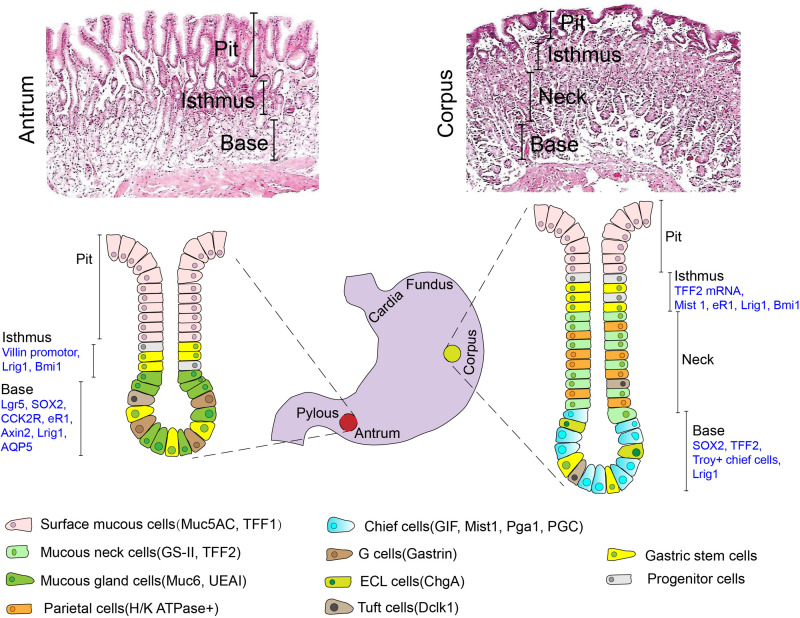
Maagklieren met onder andere G-cellen. Pit: maaggroefje, Chief cell: maaghoofdcel, Tuft cell: tuftcel, Parietal cell: pariëtale cel, Surface mucous cell: foveolacel, Mucous neck cell: slijmhalscel, Mucuos gland cell: maagkliercel.

Slijmhalscellen, slijmnekcellen of muceuze nekcellen bevinden zich in de hals van de maagklieren, verspreid tussen de pariëtale cellen. Ze zijn zuilvormig of piramidaal met een basaal gelegen celkern. Ze zijn korter dan hun oppervlakte-tegenhangers en bevatten vesikels met kleinere hoeveelheden mucinekorrels aan de apicale kant. Het apicale oppervlak is bezet is met microvilli.
De slijmhalscellen van de maag kunnen histologisch worden onderscheiden van de slijmbekercellen, een ander type slijmafscheidende cel.
|  |  |